# ユアホスト
ユアホスト（Your Host、1947年 - 1961年）は、アメリカ合衆国で生産・調教されたサラブレッドの競走馬、および種牡馬。1950年のサンタアニタダービーなどに勝ち、種牡馬としてアメリカ殿堂馬ケルソなどの父となった。2度の生命の危機を克服した、強い精神力の持ち主であったという。

## 経歴

### 出自
映画会社MGM創設者の一人ルイス・B・メイヤーが所有する牧場で、1947年に生まれた栗毛のサラブレッドである。父アリバイはイギリスで未出走に終わったハイペリオン産駒、母はアイルランド1000ギニー2着の成績がある1勝馬ブードワールと、（この時点では）あまり評価されるような血統ではなかった。
また、ユアホストは非常に不恰好な仔馬で、右目・右耳は左側に比べて持ち上がり、首はねじれ、肩甲骨の間はくぼんでいた。ほかにも4本の脚すべての足先が靴下のように白く（いわゆる「四白」）、これは当時不吉の象徴とされてきた。さらに性格にも難を抱えており、神経質な上に頑固で調教も思うようにいかなかったという。
2歳のデビュー前、ユアホストは命を危ぶまれる重病を患う。獣医の看護と自身の精神力でそれを克服し、その年にデビューを果たすことができた。これだけ多数の欠点を抱えていたため、デビュー前の評判は非常に低かった。

### 競走馬時代
メイヤーの娘婿にあたる映画監督ウィリアム・ゲーツが馬主となって、1949年に競走馬として西海岸でデビューした。2歳時はデルマーフューチュリティステークスやカリフォルニアブリーダーズチャンピオンステークスに勝ち、セリーナスハンデキャップとホームブレッドステークスで2着になるなどの成績を残した。
翌年3歳シーズン頃には、その奇異な風采から「Old Sidewinder（オールド・サイドワインダー）」「The Twister（ザ・ツイスター）」などのあだ名が付けられていた。ユアホストは3歳クラシック路線に向けて出走を繰り返し、重要なプレップレースであるサンフェリペステークスとサンタアニタダービーに勝ち、ケンタッキーダービーの最有力優勝候補に挙げられるようになった。この頃にはあだ名がさらに大袈裟になり、「The Magnificent Cripple（ザ・マグニフィシエントクリップル、脅威の障害者）」や「The Freak（ザ・フリーク、化物）」などと呼ばれるようになっていた。
本番のケンタッキーダービー、ユアホストはこれまでにないほどの出迎えで競馬場に入場した。しかし、本番となったレースではミスタートラブル（フラミンゴステークス勝ち馬）に競りかけられ、1マイルを過ぎたあたりでスタミナが尽きてずるずると後退、優勝したミドルグラウンドに大きく離された9着に敗れてしまった。
敗戦の後、ユアホストはクラシック戦線から離れてカリフォルニアに戻り、マイル路線を中心に出走するようになった。この年、ユアホストはケントステークスやサンクスギビングデイハンデキャップ、シェリダンハンデキャップなどで勝ち、西海岸のマイル路線を席巻していった。8月には10ハロンのアメリカンダービーで再び中距離に挑戦しているが、ケンタッキーダービーでも先着（2着）されたヒルプリンスの3着に敗れた。
ユアホストは4歳になっても体格は良くならなかった。4歳時の著名な一戦に、130ポンド（約59キログラム）のトップハンデを積んで出走したサンタカタリーナハンデキャップがある。このレースの途中、5/8の表示棒を過ぎたところでユアホストの肩甲骨から鞍がずり落ちる事故が発生、騎手も落ちそうになったが、必死にたてがみにしがみつき、そのまま競走を続けていった。ユアホストはそのような状態ながら騎手を振り落とさず、馬群を縫うように抜けて1着でゴールした。このような状態であったにもかかわらず、このときの勝ち時計は1分48秒1/5のトラックレコードであった。

### 瀕死の重傷と克服
しかし同年1月13日のサンパスカルハンデキャップの競走後、ユアホストは痛みを訴えてターフ上で暴れだし、場内を騒然とさせた。ユアホストは右前脚の尺骨が4箇所で折れており、さらに右肩も粉砕されていた。誰しもが予後不良で処分されてしまうのだろうと予想し、ウィリアム・ゲーツもそれを考慮したが、ユアホスト自身がそれを拒絶したという。
ゲーツはこれに際して、25万ドルの保険金を掛けていたロンドンの保険市場ロイズに支払いを求め、ロイズもこれに応じた。この資金は、ユアホストの命を繋ぎ止めるのに大いに役立てられた。
ユアホストはジョン・ウォーカー医師のもとに送られ、そこで治療に専念することになった。幸いにも、ユアホストは脚を固定されても暴れず、また強い精神力を保持し続けたこともあって大事に至らなかった。そして競走能力こそ回復できなかったものの一命を取りとめ、無事に種牡馬入りを果たした。

## 引退後
初年度の産駒からBlen Host（ブレンホスト・デルマーフューチュリティステークスなど）やSocial Climber（ソシアルクライマー・エルドラドハンデキャップなど）などのステークス勝ち馬を出すなど好調なスタートを切り、1957年に生まれたケルソは5年連続年度代表馬に輝いて後に殿堂入りを果たした。
代表的な後継種牡馬として、サンディエゴハンデキャップ勝ちのあるWindy Sands（ウインディサンズ）がいる。同馬は後にCrystal Water（クリスタルウォーター・サンタアニタハンデキャップなど）やEleven Stitches（イレヴンスティッチーズ・ハリウッドゴールドカップなど）などを輩出して種牡馬として成功している。
また、母の父としても実績を残しており、産駒の一頭ソシアルバターフライは日本に輸出され、そこで後の顕彰馬トウショウボーイを産んでいる。
1961年、ユアホストは15歳でその生涯を閉じた。

## 評価

### 主な勝鞍
※すべてグレード制施行以前
1949年（2歳）
デルマーフューチュリティステークス、カリフォルニアブリーダーズチャンピオンステークス
1950年（3歳）
サンフェリペステークス、サンタアニタダービー、ケントステークス、サンクスギビングデイハンデキャップ、ゴールデンゲートブリーダーズハンデキャップ、シェリダンハンデキャップ
1951年（4歳）
サンタカタリーナハンデキャップ

## 血統表
| ユアホストの血統                     | ユアホストの血統                                  | ユアホストの血統                                  | （血統表の出典）                                  | （血統表の出典） |
| 父系                                 | ハイペリオン系                                    | ハイペリオン系                                    | ハイペリオン系                                    | [ § 2 ]          |
| 父 Alibhai 1938 栗毛 イギリス        | 父の父Hyperion 1930 栗毛 イギリス                 | Gainsborough                                      | Bayardo                                           | Bayardo          |
| 父 Alibhai 1938 栗毛 イギリス        | 父の父Hyperion 1930 栗毛 イギリス                 | Gainsborough                                      | Rosedrop                                          |                  |
| 父 Alibhai 1938 栗毛 イギリス        | 父の父Hyperion 1930 栗毛 イギリス                 | Selene                                            | Chaucer                                           | Chaucer          |
| 父 Alibhai 1938 栗毛 イギリス        | 父の父Hyperion 1930 栗毛 イギリス                 | Selene                                            | Serenissima                                       |                  |
| 父 Alibhai 1938 栗毛 イギリス        | 父の母Teresina 1920 栗毛 イギリス                 | Tracery                                           | Rock Sand                                         | Rock Sand        |
| 父 Alibhai 1938 栗毛 イギリス        | 父の母Teresina 1920 栗毛 イギリス                 | Tracery                                           | Topiary                                           |                  |
| 父 Alibhai 1938 栗毛 イギリス        | 父の母Teresina 1920 栗毛 イギリス                 | Blue Tit                                          | Wildfowler                                        | Wildfowler       |
| 父 Alibhai 1938 栗毛 イギリス        | 父の母Teresina 1920 栗毛 イギリス                 | Blue Tit                                          | Petit Bleu                                        |                  |
| 母 Boudoir II 1938 芦毛 アイルランド | 母の父Mahmoud 1933 芦毛 フランス                  | Blenheim                                          | Blandford                                         | Blandford        |
| 母 Boudoir II 1938 芦毛 アイルランド | 母の父Mahmoud 1933 芦毛 フランス                  | Blenheim                                          | Malva                                             |                  |
| 母 Boudoir II 1938 芦毛 アイルランド | 母の父Mahmoud 1933 芦毛 フランス                  | Mah Mahal                                         | Gainsborough                                      | Gainsborough     |
| 母 Boudoir II 1938 芦毛 アイルランド | 母の父Mahmoud 1933 芦毛 フランス                  | Mah Mahal                                         | Mumtaz Mahal                                      |                  |
| 母 Boudoir II 1938 芦毛 アイルランド | 母の母Kampala 1933 鹿毛 フランス                  | Clarissimus                                       | Radium                                            | Radium           |
| 母 Boudoir II 1938 芦毛 アイルランド | 母の母Kampala 1933 鹿毛 フランス                  | Clarissimus                                       | Quintessence                                      |                  |
| 母 Boudoir II 1938 芦毛 アイルランド | 母の母Kampala 1933 鹿毛 フランス                  | La Soupe                                          | Prince Palatine                                   | Prince Palatine  |
| 母 Boudoir II 1938 芦毛 アイルランド | 母の母Kampala 1933 鹿毛 フランス                  | La Soupe                                          | Hermosita F-No.4-d                                |                  |
| 母系(F-No.)                          | 4号族(FN:4-d)                                     | 4号族(FN:4-d)                                     | 4号族(FN:4-d)                                     | [ § 3 ]          |
| 5代内の近親交配                      | Gainsborough 3x4=18.75%、 St. Frusquin= 5x5=6.25% | Gainsborough 3x4=18.75%、 St. Frusquin= 5x5=6.25% | Gainsborough 3x4=18.75%、 St. Frusquin= 5x5=6.25% | [ § 4 ]          |
| 出典                                 | 1. 2. 3. 4.                                       | 1. 2. 3. 4.                                       | 1. 2. 3. 4.                                       | 1. 2. 3. 4.      |

父アリバイは本馬のほかに、ディターミン（ケンタッキーダービーなど）やオントラスト（サンタアニタダービーなど）の活躍馬を多数輩出した名種牡馬。母ブードワールからは競走馬としての目立った産駒はユアホスト以外に出なかったが、Your Hostess（ユアホステス）やFlower Bed（フラワーベッド）などの繁殖牝馬として活躍する仔を出し、その牝系の先にはフラワーボウルなどの名馬が名を連ねており、日本のスカーレット一族もこの牝系を祖としている。